# Ostankinskij
Il quartiere Ostankinskij (in russo Останкинский район?) è un quartiere di Mosca sito nel Distretto Nord-orientale.
Nel suo territorio si trovano, tra le altre cose, la Torre televisiva di Ostankino, il Centro esposizioni panrusso e l'Orto botanico di Mosca.
Nel quartiere vi sono molti tributi alla storia dell'esplorazione spaziale sovietica; oltre al museo della casa di Sergej Korolëv vi sono le vie intitolate allo stesso Korolëv, a Jurij Vasil'evič Kondratjuk e a Fridrich Cander.